# Saldanha 1

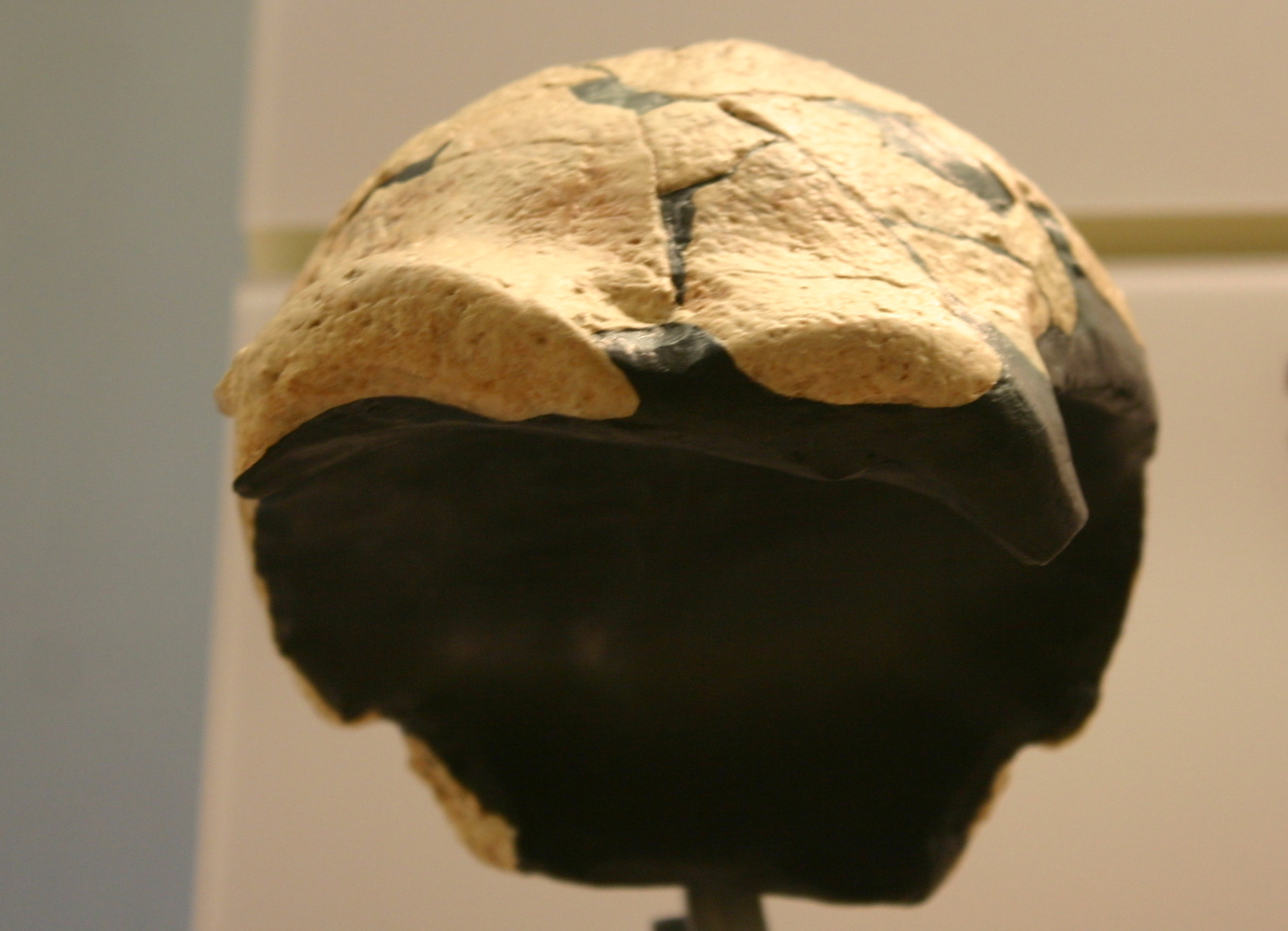
Das Schädeldach Saldanha 1

Saldanha 1 (auch: Hopefield 1) ist die wissenschaftliche Bezeichnung für ein fossiles Schädeldach von  einer erwachsenen Person der Gattung Homo, das am 8. Januar 1953 in Hopefield, Gemeinde Saldanha Bay (Südafrika) entdeckt wurde. Fundort war eine seit 1951 erforschte Fossilienlagerstätte auf dem  Gebiet der Farm Elandsfontein.

## Entdeckung und Datierung
Saldanha 1 ist ein Oberflächenfund, der im englischen Sprachraum auch als „Saldanha man“ (Saldanha-Mensch), „Saldanha cranium“ (Saldanha-Schädel) und „Elandsfontein cranium“ bezeichnet wird. Zehn auf einer Fläche von rund 1,5 m² verstreut liegende, aber zusammengehörige Bruchstücke waren aus sandigem Boden heraus erodiert und von Keith Jolly, damals Assistent des Anatomie-Professors Matthew Robertson Drennan von der Universität Kapstadt, aufgesammelt worden. Später wurden von Ronald Singer, damals ebenfalls Assistent von Drennen, noch weitere Fragmente gefunden – einige davon in größerer Entfernung. Sie konnten jedoch aufgrund ihrer Passform dem Schädeldach zugeordnet werden, so dass es letztlich aus 27 Bruchstücken rekonstruiert wurde. Wegen dieser Auffindesituation erwies sich die Datierung bislang als schwierig, entsprechend ist auch die Zuordnung zu einer bestimmten Art schwierig. Vermutet wurde aber, dass die zugleich entdeckten Faustkeile und zahlreiches andere Steingerät den Angehörigen des Fundes zuzuschreiben seien.
Das Fossil wurde aufgrund von Begleitfunden ins Mittelpleistozän datiert. Das ihm zugeschriebene Alter wird mit 500.000 bis 200.000 Jahre angegeben, andere Autoren publizierten eine Datierung zwischen 1 Million und 600.000 Jahren bzw. „ca. 600.000“ Jahre.

## Merkmale
Erstmals wissenschaftlich beschrieben wurde das Schädeldach 1953 durch Matthew Robertson Drennan (Sammlungsnummer: SAM-PQ-EH 1), 1954 folgte eine etwas ausführlichere Beschreibung. Demnach sind die Schädelknochen mit mindestens 13 Millimetern sehr dick, so dass das Gehirnvolumen trotz der Größe des Schädels nur 1200 bis 1250 cm³ betragen habe. Als auffälliges Merkmal wurde ferner erwähnt, dass die Überaugenwülste massiver und  stärker nach unten gerichtet als beim Neandertaler und am ehesten vergleichbar mit dem fossilen Schädel  Kabwe 1 (= Homo rhodesiensis) seien; in diesem Zusammenhang wurde von Ronald Singer 1954 angemerkt, dass Saldanha 1 ein Beleg dafür sei, dass Kabwe 1 „keine einzelne anormale oder pathologische Form eines primitiven Menschen“ ist. Singer vermutete schließlich, dass die Unterschiede zwischen beiden Schädelfunden im Rahmen der Variationsbreite von verwandten Individuen liege und dass beide Schädel als afrikanische Variante eines Neandertalers, der sich von der europäischen Variante deutlich unterscheide, interpretiert werden könnten. Drennan schlug hingegen eine Abgrenzung von Saldanha 1 gegen Kabwe 1 vor und bezeichnete 1955 das Schädeldach als Homo saldanensis. Bereits 1957 wurde beide Interpretationen als zu weitgehend zurückgewiesen und beide Funde in die Nähe eines archaischen Homo sapiens gestellt.
Anfang 1955 wurde in der Fachzeitschrift Nature der Fund eines Unterkiefer-Fragments bekannt gegeben, das möglicherweise zum gleichen Individuum gehört habe wie das Schädeldach.

## Stammesgeschichtliche Einordnung
Stand der Forschung ist, dass das Schädeldach nicht nur diverse morphologische Merkmale mit dem Schädel Kabwe 1 / Homo rhodesiensis teilt, sondern auch mit den Schädeln Bodo 1 aus Äthiopien und Petralona 1 aus Griechenland sowie mit den Arago-Fossilien aus Südfrankreich. Entsprechend wird es von einem Teil der Paläoanthropologen zu Homo rhodesiensis gestellt, von anderen zu Homo heidelbergensis und gelegentlich auch zum frühen archaischen Homo sapiens. Alle drei Varianten unterstellen jedoch, dass das Schädeldach den frühen afrikanischen Vorfahren des anatomisch modernen Menschen (Homo sapiens) nahesteht. Dem widerspricht aber die erwähnte Datierung in die Zeit zwischen 600.000 und 1 Million Jahren, das ist die Epoche des afrikanischen Homo erectus.

## Belege
1. 1 2   Ronald Singer: The Saldanha Skull from Hopefield, South Africa. In: American Journal of Physical Anthropology. Band 12, Nr. 3, 1954, S. 345–62, doi:10.1002/ajpa.1330120309, Volltext (PDF).
2. ↑  Eintrag  Saldanha auf humanorigins.si.edu, zuletzt aufgerufen am 6. März 2025.
3. ↑  Richard G. Klein et al.: The mammalian fauna associated with an archaic hominin skullcap and later Acheulean artifacts at Elandsfontein, Western Cape Province, South Africa. In: Journal of Human Evolution. Band 52, Nr. 2, 2007, S. 164–186, doi:10.1016/j.jhevol.2006.08.006, Volltext.
4. ↑  Denné Reed: Nomenclature and Taxonomy of Chibanian Hominins. In: PaleoAnthropology. Online-Vorabveröffentlichung vom 7. Februar 2025, Volltext.
5. ↑  Matthew Robertson Drennan: A preliminary note on the Saldanha skull. In: South African Journal of Science. Band 50, Nr. 1, 1953, S. 7–11. 
 Matthew Robertson Drennan: The Saldanha skull and its associations. In: Nature. Band 172, 1953, S. 791–793, doi:10.1038/172791a0.
6. ↑  Matthew Robertson Drennan: Saldanha Man and his associations. In: American Anthropologist. Band 56, Nr. 5, 1954, S. 879–884, doi:10.1525/aa.1954.56.5.02a00150, Volltext.
7. ↑  Matthew Robertson Drennan: The special features and status of the Saldanha skull. In: American Journal of Physical Anthropology. Band 13, Nr. 4, 1955, S. 625–634, doi:10.1002/ajpa.1330130406, Volltext.
8. ↑   William L. Straus Jr.: Saldanha Man and His Culture. In: Science. Band 125, Nr. 3255, 1957, S. 973–974, doi:10.1126/science.125.3255.973.
9. ↑  Matthew Robertson Drennan und Ronald Singer: A Mandibular Fragment, Probably of the Saldanha Skull. In: Nature. Band 175, 1955, S. 364–365, doi:10.1038/175364a0.
10. ↑  Eintrag Saldanha 1 in: Bernard Wood: Wiley-Blackwell Encyclopedia of Human Evolution. Wiley-Blackwell, 2011, ISBN 978-1-4051-5510-6.